# 월버그우단도마뱀붙이
월버그우단도마뱀붙이(Homopholis wahlbergii )는 월버그 벨벳 게코(Wahlberg's velvet gecko)라 불리며, 덩치가 큰 도마뱀붙이류의 일종이다. 남아프리카에서만 발견된다.

## 생태
종명 wahlbergii는 스웨덴의 박물학자 (Johan August Wahlberg)를 기린 것이다.

## 분포와 서식지
월버그우단은 보츠와나, 남아프리카 공화국, 모잠비크, 스와질랜드, 짐바브웨의 미옴보(en:Miombo)와 모페인(en:Mopane) 총림지대(en:bushveld)에 고유하며, 분포영역의 대부분은 짐바브웨에 위치해 있다.
월버그우단은 해안가의 덤불, 중습성&건조성 사바나의 나무 껍질, 바위, 빈 새 둥지 밑 따위에 은신한다.

## 형태
월버그우단은 피부가 보기에도, 감촉도 벨벳같기 때문에 그리 불린다. 등은 짙은 회색에서 부드러운 회갈색 바탕에, 척추를 따라 창백한 v자 무늬나 가로줄무늬, 혹은 창백한 얼룩이 난다. 성체는 꼬리까지 최대 21 cm (8.3 in), 평균 14–18 cm (5.5–7.1 in)까지 자란다.

## 습성
월버그우단은 야행성이지만, 때때로 낮에도 돌아다닌다. 오직 밤에만 은신처에서 멀리 떨어진 곳까지 돌아다니는데, 보통은 구애를 할 때 그렇다. 바오밥나무, 지붕, 전통적인 진흙헛간 따위의 인간 거주지의 지붕에서 흔히 발견된다.

## 식성
월버그우단은 주로 충식을 한다. 먹이의 대부분은 딱정벌레가, 그 다음은 나비가 차지하지만 노래기도 먹는다.

## 번식
월버그우단은 암수 가릴 것 없이 성적 이형성을 거의, 전혀 보여주지 않는다. 암컷은 성적으로 성숙하고 나면 해마다 번식한다. 암컷은 크고 껍질이 단단한 한 쌍의 알을 낳는데, 갓 낳았을 때는 껍질이 부드럽고 잘 달라붙는다. 알의 긴지름은 어미의 덩치와 무관하게 17–19 mm (0.67–0.75 in)에 이른다. 알은 튀어나온 나무껍질, 바위 균열 따위 밑에 숨겨진다.

## 참고 문헌
- Boulenger GA (1885). Catalogue of the Lizards in the British Museum (Natural History). Second Edition. Volume I. Geckonidæ ... London: Trustees of the British Museum (Natural History). (Taylor and Francis, printers). xii + 436 pp. + Plates I-XXXII. (Homopholis wahlbergii, p. 191).
- Branch, Bill (2002). 《A Photographic Guide to Snakes and Other Reptiles of Southern Africa》 2판. Cape Town: Struik. ISBN 1868726193.